# Lemniscomys
Genre
Lemniscomys ou souris rayées, est un genre de rongeurs de la sous-famille des Murinés.

## Liste des espèces
Ce genre comprend les espèces suivantes :
- Lemniscomys barbarus (Linnaeus, 1766) - rat rayé ou souris rayée de Barbarie (Maroc)
- Lemniscomys bellieri Van der Straeten, 1975
- Lemniscomys griselda (Thomas, 1904)
- Lemniscomys hoogstraali Dieterlen, 1991
- Lemniscomys linulus (Thomas, 1910)
- Lemniscomys macculus (Thomas and Wroughton, 1910)
- Lemniscomys mittendorfi Eisentraut, 1968
- Lemniscomys rosalia (Thomas, 1904)
- Lemniscomys roseveari Van der Straeten, 1980 - rat rayé de Zambie
- Lemniscomys striatus (Linnaeus, 1758) - Souris rayée
- Lemniscomys zebra (Heuglin, 1864)

Élevées parfois en captivité comme animal de compagnie, les espèces les plus communes sont Lemniscomys barbarus et Lemniscomys striatus, appelées indifféremment « Souris rayées africaines ».

## Liens externes

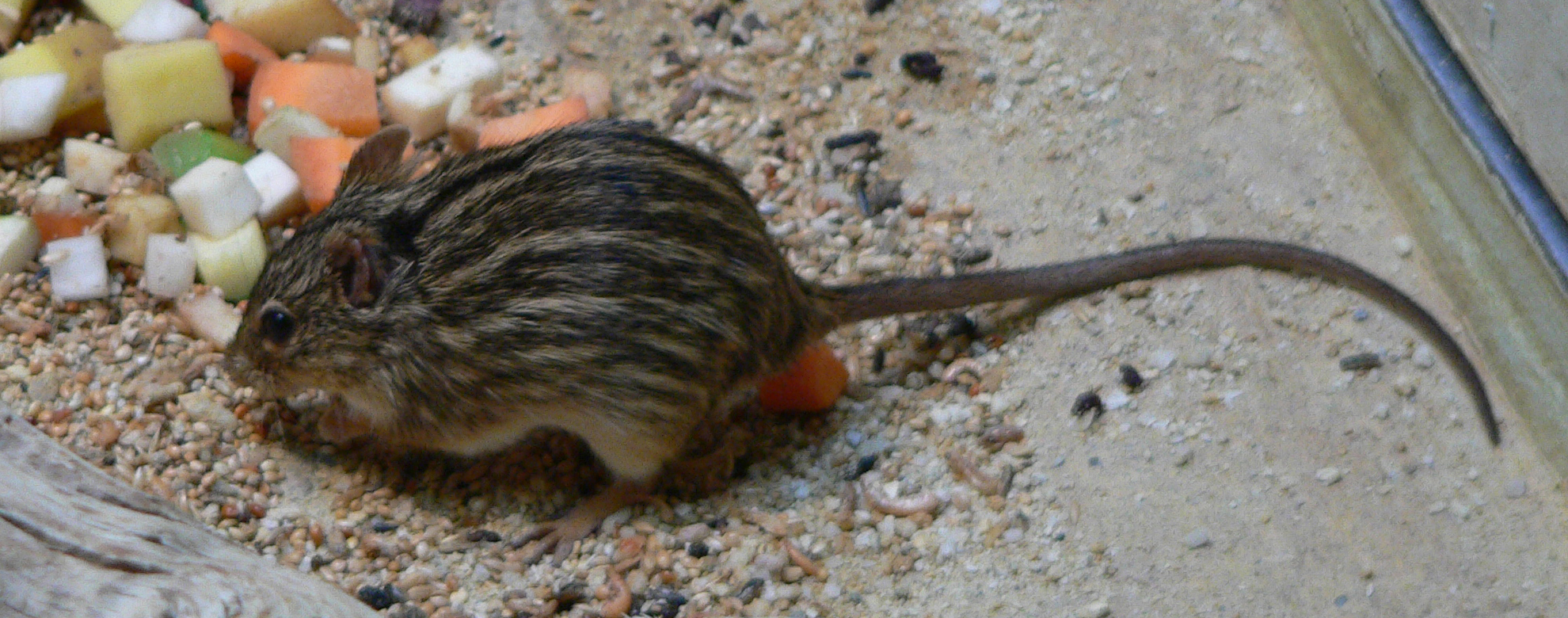
Lemniscomys barbarus